# Pearson PLC
Pearson plc (LSE: PSOne; NYSE: PSO) és una societat de cartera mundial de mitjans de comunicació i d'edició amb seu a Londres al Regne Unit.
És alhora l'editorial més grossa de llibres del món, amb empreses com ara Penguin, Dorling Kindersley i Ladybird. També és propietària del Grup Financial Times, que publica el diari Financial Times. Pearson té un llistat primari a la Borsa de Valors de Londres i forma part de l'índex FTSE 100. Compta amb una cotització secundària a la Borsa de Nova York. Marjorie Scardino n'ha estat director general des de 1997.